# دووژکا
دووژکا (به لهستانی:  Dłużka) یک روستا در لهستان است که در گمینا مینگسک مازوویتسکی واقع شده‌است.